# Svatopluk Pluskal
Svatopluk Pluskal (Praga, 28 de outubro de 1930 - 29 de maio de 2005) foi um futebolista e treinador checo, que atuava como volante.

## Carreira
Svatopluk Pluskal fez parte do elenco da Seleção Tchecoslovaca de Futebol que disputou a Copa do Mundo de 1954, 1958 e 1962. Ainda disputou a primeira Euro 1960.

## Ligações Externas
- Perfil em FIFA.com (em inglês)